# Afera Olina

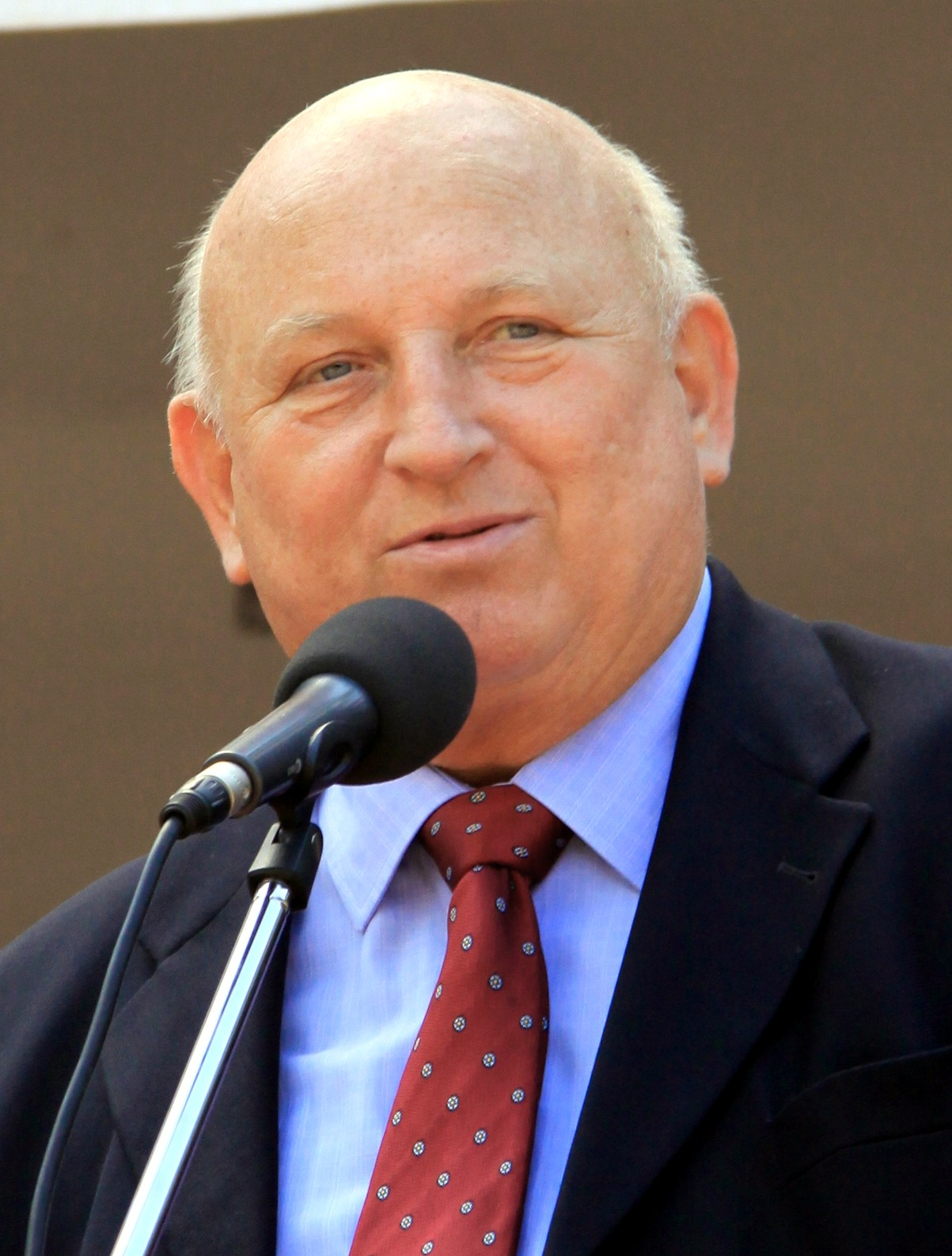
Józef Oleksy

Afera „Olina” – afera, która wybuchła pod koniec grudnia 1995 r. po tym, jak Minister Spraw Wewnętrznych Andrzej Milczanowski oskarżył z trybuny sejmowej urzędującego premiera Józefa Oleksego o współpracę z rezydentami KGB w Polsce: Władimirem Ałganowem i Grigorijem Jakimiszynem.

## Przebieg
Po wszczęciu przez prokuraturę wojskową śledztwa w tej sprawie Józef Oleksy podał się do dymisji 24 stycznia 1996. Śledztwo wykazało, że nie było żadnych dowodów na jakikolwiek związek Oleksego z oskarżeniami wysuwanymi pod jego adresem. Postępowanie umorzono uznając, że nie wiadomo kim był szpieg o pseudonimie „Olin”. Po zakończeniu śledztwa materiały zgromadzone w jego toku zostały wydane w tzw. „Białej księdze”.
Afera „Olina” poważnie nadszarpnęła dalszą karierę polityczną Oleksego. W wyniku afery rząd Oleksego podał się do dymisji. Afera wpłynęła też negatywnie na wizerunek elit politycznych i Urzędu Ochrony Państwa, na którego materiały operacyjne powoływał się ówczesny minister spraw wewnętrznych Andrzej Milczanowski.
Andriej Sołdatow, współautor książki o rosyjskiej tajnej policji Nowa arystokracja, twierdzi, że afera „Olina” – największa afera szpiegowska III RP – była prowokacją rosyjskich służb specjalnych, której celem była blokada wejścia Polski do NATO. Andrzej Milczanowski nie zgadza się jednak z wnioskami Sołdatowa, twierdząc, że rosyjskie służby specjalne unikają jakichkolwiek działań mogących doprowadzić do potwierdzenia istnienia „Olina”. Jest to – według Milczanowskiego – faktyczny powód, dla którego wobec zwerbowanego przez polski wywiad Jakimiszyna nie wyciągnięto konsekwencji.